# Nado sincronizado nos Jogos Pan-Americanos de 2011 - Equipes
A competição por equipes foi um dos eventos do nado sincronizado nos Jogos Pan-Americanos de 2011. Foi disputada em 19 e 21 de outubro no Centro Aquático Scotiabank com sete equipes.

## Calendário
Horário local (UTC-6).
| Data          | Horário | Fase               |
| ------------- | ------- | ------------------ |
| 19 de outubro | 14:00   | Rotina técnica     |
| 21 de outubro | 14:00   | Rotina livre Final |

## Medalhistas
|  | CAN Canadá |  | USA Estados Unidos |  | BRA Brasil |
|  | Stéphanie Durocher Jo-Annie Fortin Stéphanie Leclair Tracy Little Elise Marcotte Karine Thomas Valérie Welsh Chloe Isaac Marie-Pier Boudreau* |  | Leah Pinette Morgan Fuller Kathryn Wiita Michelle Moore Mary Killman Lyssa Wallace Alison Williams Mariya Koroleva Megan Hansley* |  | Giovana Stephan Joseane Costa Lara Teixeira Lorena Molinos Maria Eduarda Pereira Nayara Figueira Pamela Nogueira Jéssica Noutel Maria Bruno* |

* Reserva

## Resultados
| Pos.              | Equipe | Rotina técnica | Rotina livre | Total   |
| ----------------- | --- | -------------- | ------------ | ------- |
| Medalha de ouro   | CAN Canadá Marie-Pier Boudreau Jo-Annie Fortin Chloé Isaac Stéphanie Leclair Tracy Little Élise Marcotte Karine Thomas Valérie Welsh  | 94.875 (1)     | 95.513 (1)   | 190.388 |
| Medalha de prata  | USA Estados Unidos Morgan Fuller Megan Hansley Mary Killman Mariya Koroleva Michelle Moore Leah Pinette Lyssa Wallace Alison Williams | 89.750 (2)     | 89.838 (2)   | 179.588 |
| Medalha de bronze | BRA Brasil Giovana Stephan Joseane Costa Lara Teixeira Lorena Molinos Maria Bruno Maria Pereira Nayara Figueira Pamela Nogueira       | 87.625 (3)     | 88.800 (4)   | 176.425 |
| 4                 | MEX México Mariana Cifuentes Blanca Delgado Evelyn Guajardo Ofelia Pedrero Karem Achach Joana Jiménez Claudia Aceves Nuria Diosdado   | 86.750 (4)     | 89.088 (3)   | 175.838 |
| 5                 | COL Colômbia Paula Arcila Jennifer Cerquera Ingrid Cubillos Zully Pérez Sara Rodríguez Estefania Álvarez Sara Roldán Juliana Arbelaez | 79.750 (5)     | 80.263 (5)   | 160.013 |
| 6                 | ARG Argentina Etel Sánchez Sofía Sánchez Florencia Arce Lucina Simón Irina Bandurek Brenda Moller Maite Guraya Sofía Ferrer           | 76.375 (6)     | 76.363 (6)   | 152.738 |
| 7                 | ARU Aruba Anouk Eman Nikita Pablo Amanda Maduro Nathania Taylor Jitva Sarman Nathifa Sarman Alexandra Mendoza Neftaly Albertsz        | 70.625 (7)     | 71.525       | 142.150 |